# Una carta per a Momo
Una carta per a Momo (japonès: ももへの手紙, Hepburn: Momo e no Tegami) és una pel·lícula dramàtica d'anime japonès del 2011 produïda per Production I.G i distribuïda per Kadokawa Pictures. La pel·lícula va ser escrita i dirigida per Hiroyuki Okiura amb un repartiment destacat per Karen Miyama, Yuka, Toshiyuki Nishida, Chō i Kōichi Yamadera. En Una Carta per a Momo, Momo Miyaura d'11 anys viu un futur incert després de la mort del seu pare.
Una Carta per a Momo es va estrenar al Festival de cinema Internacional de Toronto del 2011 a Toronto, Canadà, el 10 de setembre de 2011, i es va estrenar al Japó el 21 d'abril de 2012.

## Trama
Després de la mort del seu pare Kazuo, Momo Miyaura i la seva mare Ikuko emprenen un viatge de Tòquio al mar de Seto Inland. Momo porta la carta inacabada de Kazuo, la qual només conté les paraules "Estimada Momo." Les dues arriben a la finca de la seva mare a l'illa de Shio (汐島, Shiojima) i coneixen als seus parents Sachio i Sae Sadahama així com Koichi, un carter i amic de l'Ikuko. Momo està devastada i enyora Tòquio. A l'altell, obre un regal que conté un llibre de fotografia rar sobre follets i Yōkai, fet pel pare de Sachio. Tres gotetes del cel entren a la propietat d'Ikuko i es transformen en els yokai anomenats Kawa, Mame, i Iwa, el dirigent del grup.
Quan Ikuko comença les classes d'infermeria, Momo llegeix el llibre i comença a sentir sons estranys provinents de la casa. És empaitada pels yokai a fora la propietat, i acaba trobant-se amb un noi jove anomenat Yota, que és el fill de Koichi. Inconscients dels sons estranys que es produeixen a la casa, Ikuko i Yota assumeixen que és segura. El matí següent, Momo coneix a Yota i a la seva germana Umi. Els tres queden amb els seus amics per nedar sota el pont, però Momo durant una tempesta decideix no córrer cap al refugi. Al cap de poca estona, Iwa, Mame i Kawa apareixen, havent robat fruita del voltant de l'illa. Espantada, Momo torna corrent a la casa d'Ikuko i descobreix que l'hort de Sachio ha estat saquejat. Sachio li explica a Momo que originalment, els yokai eren déus, però que van ser transformats, com a càstig, per haver trencat les lleis divines.
Momo intenta impedir que els yokai robin les verdures locals, només perquè Kawa trenqui el mirall d'Ikuko. El fracàs de Momo causa una discussió amb Ikuko i aquesta marxa. Poc després, Ikuko pateix un atac d'asma gairebé fatal mentre busca a Momo. En presenciar que Ikuko ha estat a punt de morir, Momo s'adona del seu error i demana ajuda als yokai per anar a buscar un metge a l'altra banda de l'illa. Tanmateix, els yokai s'hi neguen i Momo marxa de casa. Koichi i Yota segueixen a Momo, ella els revela la seva baralla prèvia amb Kazuo abans de la seva mort i li demana ajuda a Koichi per trobar el metge. Mentrestant, els yokai s'adonen que són capaços de fugir del càstig permetent que Momo i Koichi travessin el pont trencat i trobin el doctor a l'altra banda de la carretera.
El matí següent, Momo escriu una carta al seu pare donant-li les gràcies mentre Ikuko es recupera. Completada la seva missió de protegir a Momo, Iwa, Mame i Kawa es tornen a transformar en gotetes i retornen al cel. Aquella nit, Momo i Ikuko es reconcilien durant el tōrō nagashi i finalment, les dues s'adonen que Kazuo havia escrit que estava orgullós d'ella. Més tard, comença la seva nova vida nedant sota el pont amb Yota i els altres nens.

## Repartiment de veu

### Original japonès
- Karen Miyama com Momo Miyaura.[1]
- Yuka com Ikuko Miyaura, mare de Momo.[1]
- Toshiyuki Nishida com Iwa[1]
- Kōichi Yamadera com Kawa
- Yûichi Nagashima com Mame
- Daizaburo Arakawa com Kazuo Miyaura, pare de Momo.
- Yoshisada Sakaguchi com el Gran Oncle Sachio Sadahama
- Ikuko Tani com la Gran Tieta Sae Sadahama
- Takeo Ogawa com Koichi
- Kota Fuji com Yota
- Katsuki Hashimoto com Umi

### Doblatge anglès
- Amanda Pace com Momo Miyaura
- Stephanie Sheh com Ikuko Miyaura
- Fred Tatasciore com Iwa
- Dana Snyder com Kawa
- Bob Bergen com Mame
- Kirk Thornton com Kazuo Miyaura
- Franc Ashmore com Gran Oncle
- Philece Sampler com Gran Tieta
- Rick Zieff com Koichi
- Kanoa Goo com Yota
- Mia Sinclair Jenness com Umi

## Producció

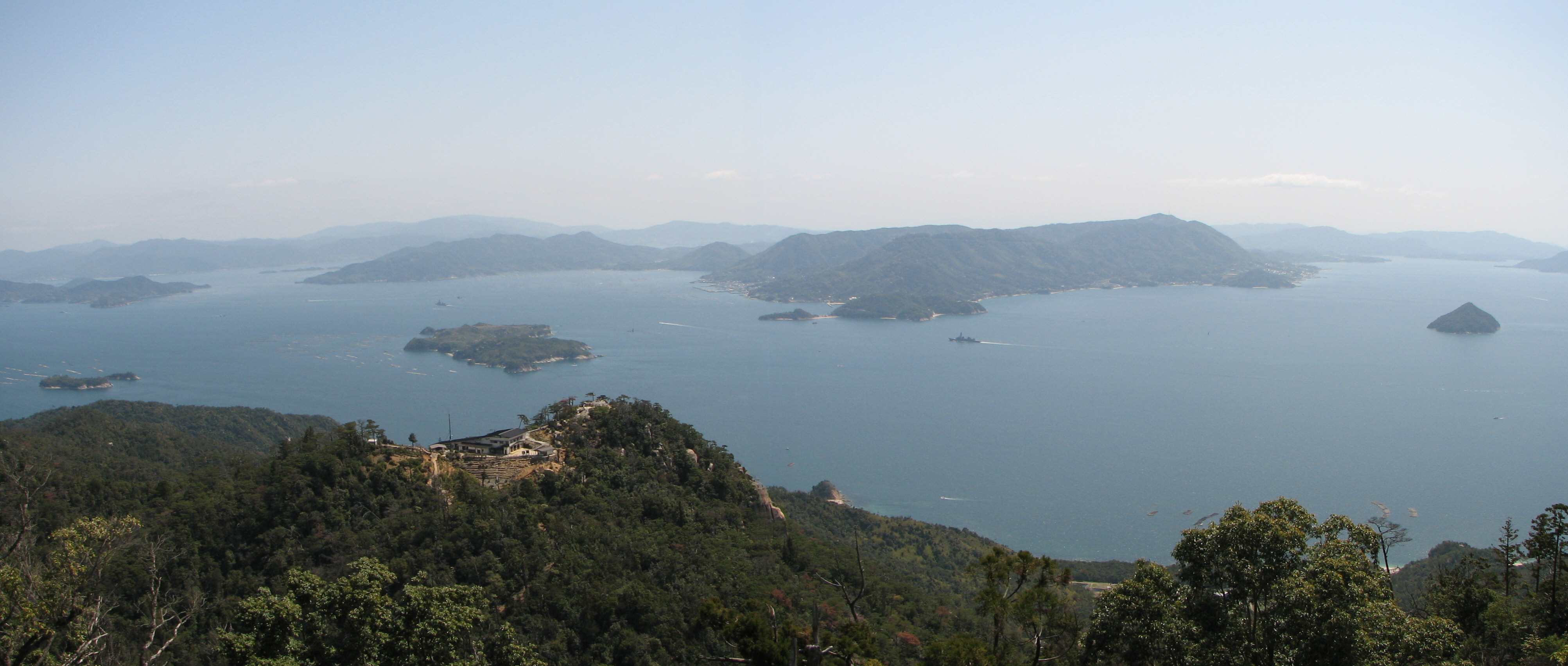
El mar de Seto Inland vist des de L'illa Miyajima. A una Carta para Momo es va utilitzar el mar com a localització de la pel·lícula.

### Desenvolupament
El distribuïdor Kadokawa Pictures va anunciar el film en la seva llista de pel·lícules de 2011 i 2012 el 15 de febrer de 2011. Més detalls de la pel·lícula es van anunciar l'11 de juliol de 2011. Es va confirmar que el director Hiroyuki Okiura estaria al càrrec d'aquesta pel·lícula. Els seus treballs previs com a director inclouen el film Jin-Roh: The Wolf Brigade del 2000. La pel·lícula Una Carta para Momo és la primera pel·lícula d'Hiroyuki Okiura en 11 anys des de Jin-Roh. Va estar 7 anys per fer el guió, dirigir la pel·lícula i crear l'storyboard d'aquesta pel·lícula.

### Repartiment
Els membres principals del repartiment de veus d'Una Carta per a Momo van ser anunciats per primer cop el 17 de novembre de 2011. Es va anunciar que l'actriu Karen Miyama posaria la veu de la Momo d'11 anys, mentre que la cantant Yuka seria la mare de la protagonista. A més, l'actor Toshiyuki Nishida seria la veu d'un personatge de la pel·lícula.

### Cançó temàtica
En un anunci fet l'11 de juliol de 2011, es va revelar que la cançó temàtica per la pel·lícula Una Carta per a Momo seria la cançó Uruwashi mahoroba ~ Utsukushiki Basho ~ (ウルワシマホロバ～美しき場所～) del cantant japonès Yuko Hara. Aquesta cançó és una peça acústica, que crea una imatge rica del decorat natural del mar de Seto Inland. El "美しき場所" el títol de cançó és la manera antiga de descriure "un lloc bonic per viure". Hara va escriure la lletra de la cançó i va compondre la música, i Junichi Soga va ser-ne l'editor.
Yuko Hara, el teclat de la banda japonesa Southern All Stars, va estar 5 anys treballant en el tema musical. Va dir "He estimat l'animació des de petita, així que haver pogut contribuir en la cançó temàtica d'aquesta pel·lícula em fa feliç i honorada.".

## Llançament

### Festivals de cinema
Una Carta per a Momo va debutar al Festival de cinema Internacional de Toronto el 2011 que va tenir lloc del 8 al 18 de setembre del 2011. La projecció es va fer dins del programa de "Nens" del festival. Més tard, es va anunciar que la pel·lícula seria mostrada al 44è Festival de cinema Fantàstic Internacional de Sitges del 6 al 16 d'octubre de 2011 i al 16è Festival de cinema Internacional de Busan, el qual va tenir lloc del 6 al 14 d'octubre. Va ser mostrat a Busan dins el programa "Gran Angular" d'aquest festival.
A més, Una Carta per a Momo va ser projectada a la 27a edició del Festival de cinema Internacional de Varsòvia. És la primera pel·lícula d'anime japonès mai projectada al Festival Internacional de Varsòvia, on va competir sota la secció de Competència Internacional. A més, es va anunciar que aquest film competiria per l'Halekulani Golden Orchid Award al 31è Festival de cinema Internacional de Hawaii, que va tenir lloc del dia 6 al 16 d'octubre de 2011.
Una Carta per a Momo es va estrenar als Estats Units al Festival de cinema Internacional de nens de Nova York del 2 al 25 de març del 2012.
Va ser destacat al Festival de cinema de nens Internacional de Boston, el qual es va produir del 18 d'agost a l'1 de setembre de 2013 al Museum of Fine Arts de Boston.
El distribuïdor de GKIDS New Video/Cinedigm va publicar Una Carta per a Momo en DVD bilingüe i Blu-ray als EUA el 21 d'octubre de 2014.

### Estrena als cinemes
Una Carta per a Momo va ser estrenada en cinemes japonesos el 21 d'abril de 2012, debutant en 300 sales de cinema el cap de setmana de l'estrena.

## Recepció

### Taquilla
La pel·lícula va recaptar $4,969,070 al Japó, $1,700,694 a Corea del Sud, $6,409 a Hong Kong, $1,003 a Bèlgica, i $71,712 als Estats Units, amb un total de $6,748,712 a tot el món.

### Resposta dels crítics
La pàgina web els Rotten Tomatoes va informar d'un 80% en l'índex d'aprovació i un índex mitjà de 6.7/10, basat en 30 revisions. El consens dins la pàgina web la descriu de la manera següent, "Dolça, trista, i visualment cridanera, Una Carta per a Momo és una experiència dibuixada a mà perquè aficionats de l'animació la puguin assaborir." A Metacritic, la pel·lícula va aconseguir una puntuació mitjana de 65 sobre 100, basada en 11 revisions, cosa que significa "revisions generalment favorables."
Mark Schilling del The Japan Times van dir que Okiura "dirigeix la transició [de la pel·lícula] de lleuger a seriós amb l'habilitat i garantia d'un veritable contista, mentre manté fermament a terra els seus personatges humans i no humans en el seu decorat del mar de Seto Inland, des dels carrers estrets del port fins a la gloriosa i expansiva vista des del punt més alt de l'illa," i també elogia els dibuixos a mà de la pel·lícula d'animació. Jeannette Catsoulis del The New York Times també elogia l'estètica de la pel·lícula i diu, "Mentre Momo conquereix les seves pors, adverteix una tragèdia i finalment veu la bellesa del seu entorn, la pel·lícula t'atrapa el cor amb les mans més suaus."

### Reconeixements
| Any  | Nom de Competició                                          | Categoria                        | Resultat   | Destinatari          |
| ---- | ---------------------------------------------------------- | -------------------------------- | ---------- | -------------------- |
| 2011 | 27a edició del Festival de cinema Internaciona de Varsòvia | Competició internacional         | Nominada   | Una carta per a Momo |
| 2011 | 31è Festival Internacional de cinema de Hawaii             | Halekulani Golden Orchid Award   | Nominada   | Una carta per a Momo |
| 2012 | 14è Festival de cinema Futur - Itàlia                      | Future Film Platinum Grand Prize | Guanyadora | Una carta per a Momo |
| 2014 | 41a edició dels Annie Awards                               | Millor Animació destacada        | Nominada   | Una carta per a Momo |

## Marxandatge

### Manga
Una Carta per a Momo serà adaptada a manga i serà serialitzada a la revista Monthly Asuka, publicava Kadokawa Shoten. Aquest manga és escrit per Akiko Kitami, i el primer capítol del manga serà publicat a l'edició de la revista del novembre de 2011. Els treballs previs de Kitami també han estat prèviament serialitzats al Monthly Asuka.